# Metaraeolaimoides oxystoma
Metaraeolaimoides oxystoma is een rondwormensoort uit de familie van de Diplopeltidae. De wetenschappelijke naam van de soort is voor het eerst geldig gepubliceerd in 1936 door De Coninck.